# عبدالقادر دوستم
عبدالقادر دوستم فرزند عبدالرحیم بای برادر عبدالرشید دوستم، معاون رئیس‌جمهور افغانستان است که در سال ۱۳۴۴ هجری شمسی در ولسوالی خواجه دوکوه ولایت جوزجان در یک فامیل دهقان چشم به جهان گشود. وی تحصیلات ابتدایی را در سال ۱۳۵۰ در همان‌جا و بعد از آن تعلیمات ثانوی را در لیسه ابن یمین شبرغانی ادامه داد. در سال ۱۳۶۲ از لیسه ابن یمین با درجه عالی فارغ و در همان سال برای ادامه تحصیلات عالی عازم اتحاد جماهیر شوروی وقت گردید. تحصیلات و آموزش را در رشته نفت و گاز به اتمام رسانیده و دوباره وارد کشور شده در خدمت سربازی درآمد. وی پس از اتمام دوره سربازی، مجدداً جهت تکمیل تخصص و ادامه تحصیلات عالی در رشته نفت و گاز عازم کشور آذربایجان شده و تحصیلات عالی خودرا در شهر باکو مرکز آذربایجان به پایان رسانید. او در سال ۱۳۷۲ به عنوان نماینده جنبش ملی اسلامی افغانستان و شارژدافیر سفارت افغانستان در جمهوری ترکیه مقرر و ایفای وظیفه نموده‌است. سپس دربخش نظامی به رتبه دگرجنرالی نایل و با عنوان قوماندان گارنیزیون مزارشریف مرکز ولایت بلخ مقرر و مدت یکسال دراین پست ایفای وظیفه نمود. عبدالقادر دوستم تا سال ۱۳۸۱ هجری شمسی به عنوان دیپلمات و نماینده جنبش ملی اسلامی افغانستان در جمهوری ترکیه مشغول به کار بود و بعد از سقوط رژیم طالبان و ایجاد دولت انتقالی اسلامی افغانستان تا سال ۱۳۸۴ شارژدافیر سفارت افغانستان در جمهوری قرقیزستان ایفای وظیفه نموده‌است. او در انتخابات دور اول پارلمانی به عنوان سناتور و نماینده منتخب مردم جوزجان مدت چهارسال را در مجلس سنای کشور در خدمت مردم خویش قرار داشت و بعد از دوره چهارساله مجلس سنا، عضو دارالانشا و معاون شورای مرکزی جنبش ملی اسلامی افغانستان انتخاب گردید. عبدالقادر دوستم به اثر بیماری که داشت روز ۵ شنبه ۲۶ سرطان ۱۳۹۳ در سن ۴۹ سالگی فوت نمود. از وی سه پسر و ۴ دختر باقی‌مانده‌است.